# Liste der Monuments historiques in Heiltz-le-Maurupt
Die Liste der Monuments historiques in Heiltz-le-Maurupt führt die Monuments historiques in der französischen Gemeinde Heiltz-le-Maurupt auf.

## Liste der Immobilien
| Bezeichnung       | Beschreibung           | Standort               | Kennzeichnung | Schutzstatus | Datum | Bild           |
| ----------------- | ---------------------- | ---------------------- | ------------- | ------------ | ----- | -------------- |
| Kirche St-Maurice | ab dem 12. Jahrhundert | Rue de la Place (Lage) | PA00078719    | Classé       | 1915  | weitere Bilder |